# Les Chemins du courage
Pour plus de détails, voir Fiche technique et Distribution.
Les Chemins du courage (Courage Mountain) est un film américain réalisé par Christopher Leitch, sorti en 1989. Le film invente une suite à Heidi de Johanna Spyri.

## Synopsis
En 1915, alors que la Première Guerre mondiale fait rage, Heidi est envoyée à l'internat.

## Fiche technique
- Titre : Les Chemins du courage
- Titre original : Courage Mountain
- Réalisation : Christopher Leitch
- Scénario : Fred Brogger, Mark Brogger et Weaver Webb d'après Heidi de Johanna Spyri
- Musique : Sylvester Levay
- Photographie : Jacques Steyn
- Montage : Martin Walsh
- Production : Stephen Ujlaki
- Société de production : Stone Group Pictures
- Société de distribution : Triumph Releasing Corporation (États-Unis)
- Pays :  États-Unis et  France
- Genre : Aventure, drame et guerre
- Durée : 94 minutes
- Dates de sortie : 
  -  Canada : septembre 1990 (Festival international du film de Toronto)
  -  États-Unis : 16 février 1990

## Distribution
- Juliette Caton : Heidi
- Charlie Sheen : Peter
- Joanna Clarke : Ursula
- Nicola Stapleton : Ilsa
- Jade Magri : Clarissa
- Kathryn Ludlow : Gudrun
- Jan Rubeš : le grand-père
- Leslie Caron : Jane Hillary
- Yorgo Voyagis : Signor Bonelli
- Laura Betti : Signora Bonelli
- Marc Estrada : Aldolfo
- Ruben Raiano : Giovanni

## Box-office
Le film a rapporté 1,3 million de dollars au box-office américain.